# La Calade
Pour les articles homonymes, voir Calade.
La Calade est un des quartiers de Marseille, dans le 15e arrondissement et faisant partie des quartiers nord.
Située juste à l'est du Grand port maritime, sur le cap Janet, la Calade est partiellement réunie avec Campagne Lévêque pour former un quartier prioritaire avec plus de 5 000 habitants en 2018. 
La Calade, dont le nom tire son origine de l'occitan calada, accueille le lycée Saint-Exupéry de Marseille, le lycée des Métiers de la beauté, de la mode et de la relation client La Calade (lycée Jane Vialle à compter du 1er septembre 2024), l'École de la deuxième chance ainsi que la cité Consolat, connue pour son équipe de football.